# Собор Люксембургской Богоматери
Собо́р Люксембу́ргской Богома́тери (люкс. Kathedral Notre-Dame vu Lëtzebuerg, фр. Cathédrale Notre-Dame de Luxembourg, нем. Kathedrale unserer lieben Frau von Luxemburg) — кафедральный римско-католический собор в южной части Люксембурга. Изначально это была иезуитская церковь, построенная в 1613—1621 годах архитектором Ж. дю Блоком.

## История и описание собора
Собор является ярким примером поздней готической архитектуры, однако он содержит много элементов и украшений архитектуры Возрождения. Собор украшают богатые хоры, которые содержат много мавританских стилевых элементов. В конце XVIII века собор получил чудотворный образ Богоматери — Утешительницы скорбящих, которая является покровительницей города и народа. Сейчас этот образ находится в южной части храма, и является объектом паломничества. Ежегодно в пятое воскресенье после пасхи здесь празднуется день Святой Девы Люксембургской.
Примерно 50 лет после постройки собор был освящён как собор Девы Марии, а в 1870 году Папа Римский Пий IX освятил его как собор Богоматери.
В соборе находится много скульптур, крипта-усыпальница Великих герцогов Люксембургских, вход в которую охраняют два бронзовых льва, а также гробница короля Богемии и графа Люксембургского Иоанна Слепого.
В период с 1935 по 1939 года была произведена реконструкция собора.

## Фотогалерея

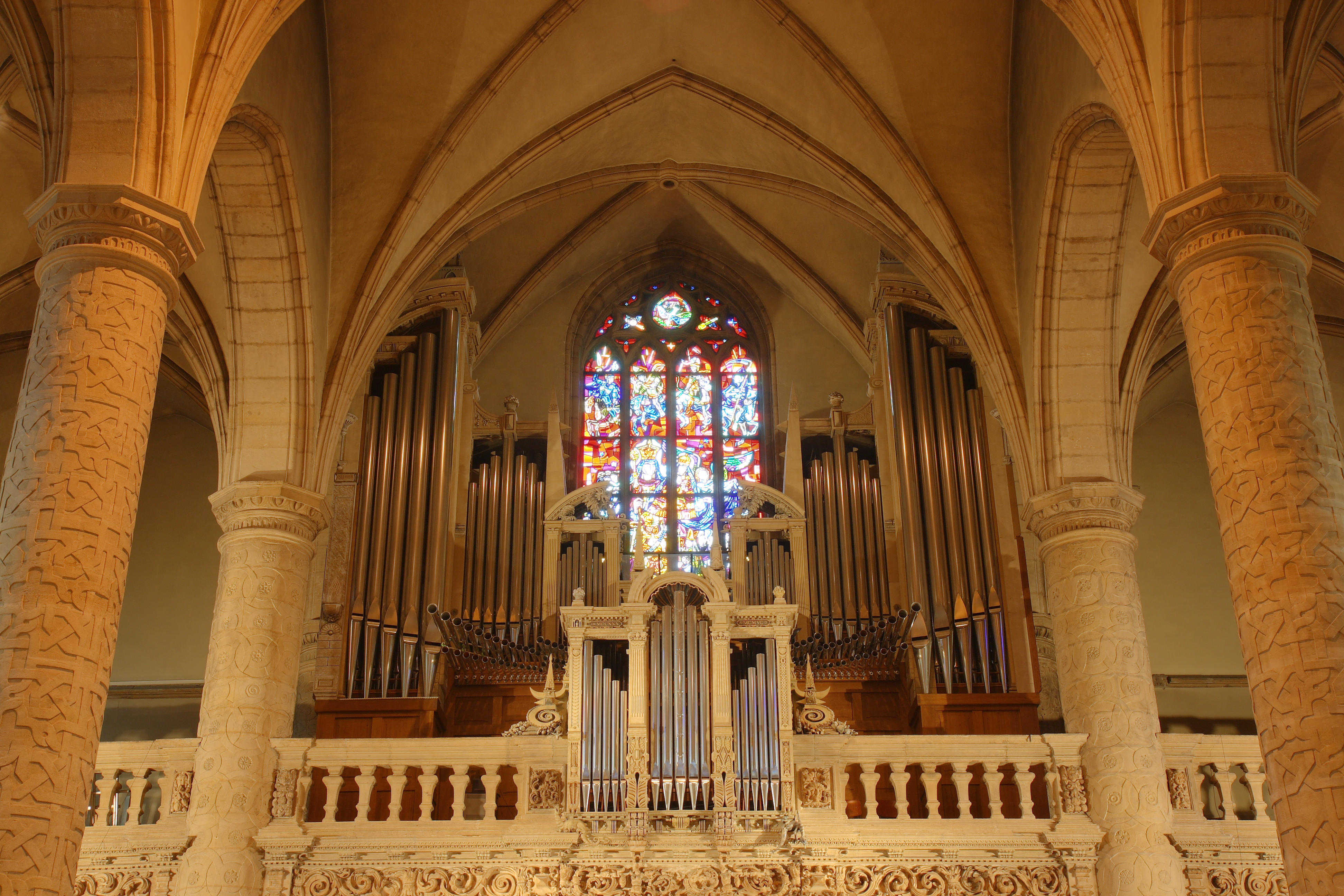
Орган
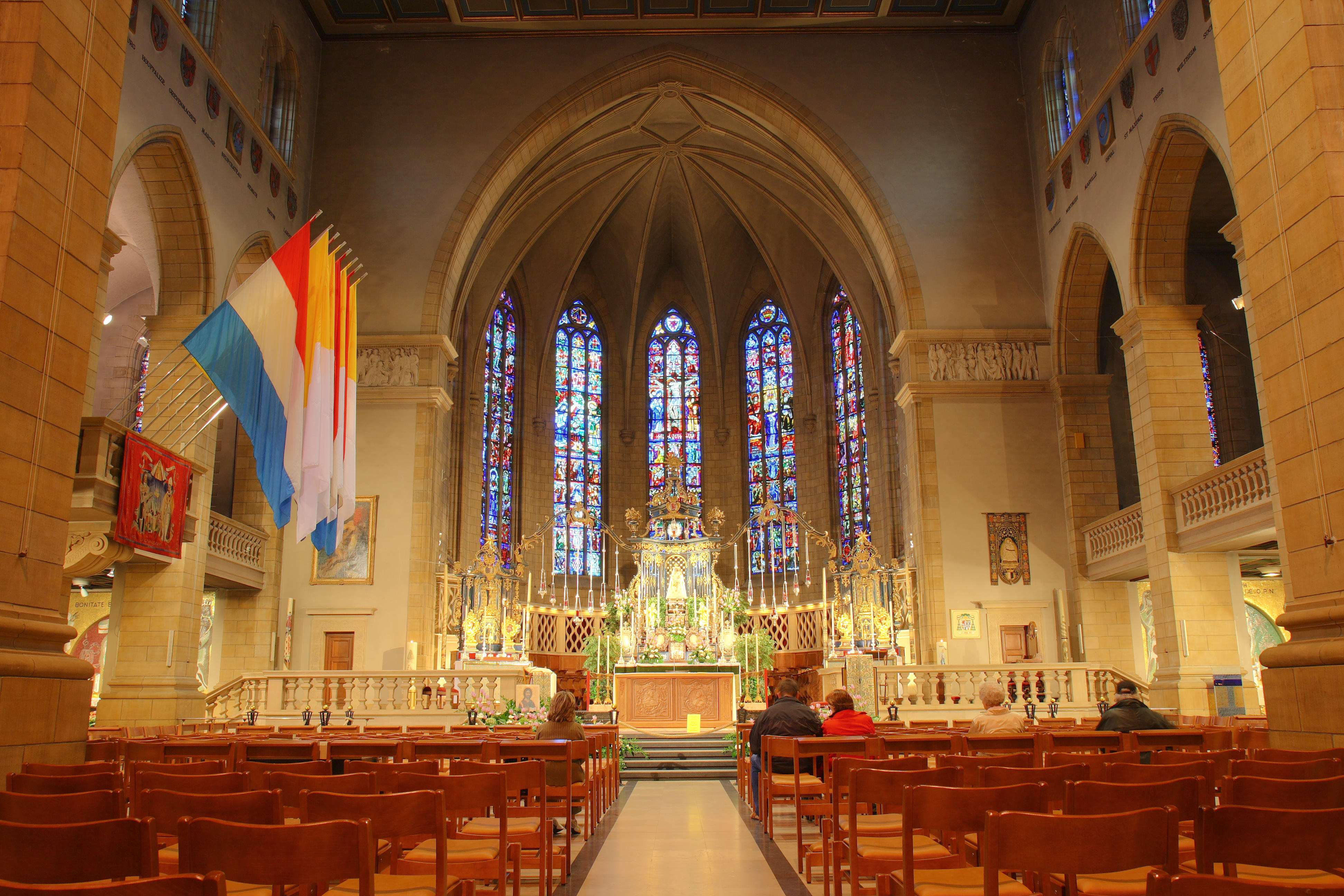
Хоры собора
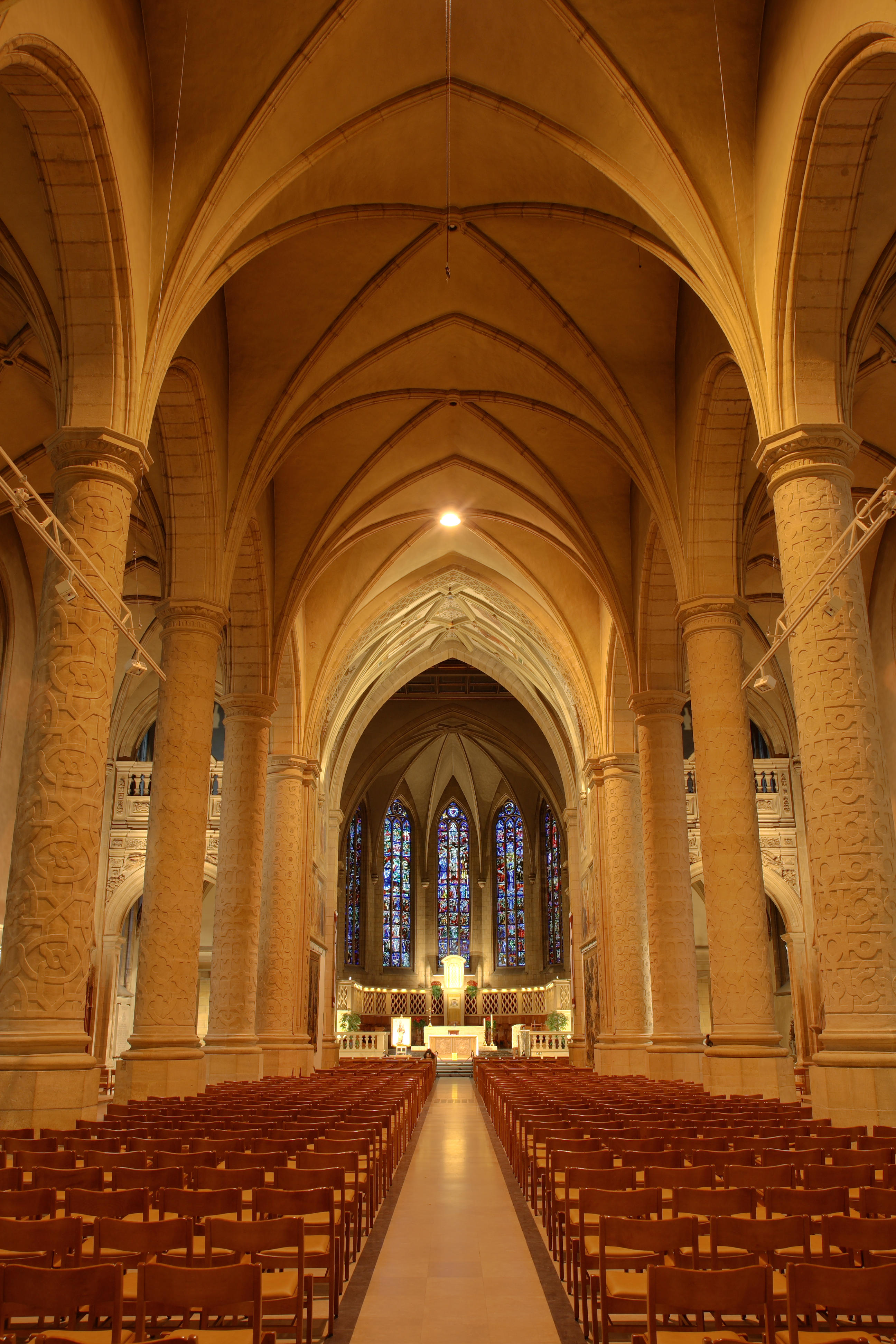
Неф собора
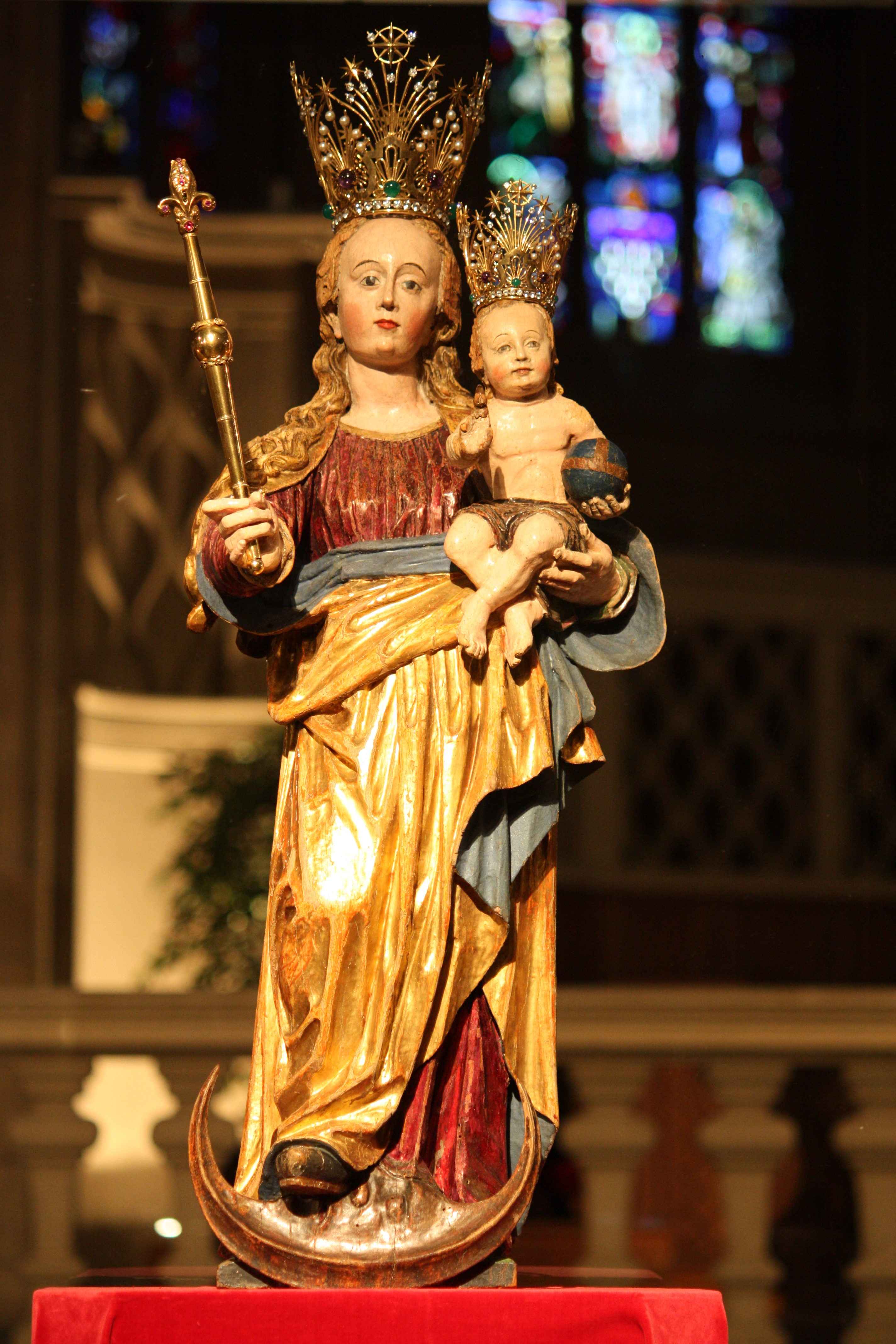
Богоматерь — Утешительница скорбящих